# Präsidentschaftswahl in Portugal 2011
Die Präsidentschaftswahl in Portugal 2011 fand am 23. Januar 2011 statt. Die Wahlberechtigten waren aufgerufen, das Staatsoberhaupt Portugals in direkter und geheimer Wahl zu bestimmen.
Der Präsident wird für fünf Jahre gewählt. Gemäß Verfassung bedarf ein Kandidat einer Mehrheit von 50 % + ½ der gültigen Stimmen. Erreicht im ersten Wahlgang niemand die absolute Mehrheit, findet eine Stichwahl zwischen den beiden Kandidaten mit den meisten Stimmen statt.   
Wählbar ist jeder portugiesische Staatsbürger über 35 Jahren. Für eine Kandidatur sind zwischen 7.500 und 15.000 Unterschriften von Unterstützern notwendig.

## Kandidaten

### Angekündigte Kandidaturen
- Aníbal Cavaco Silva: Präsident seit 2006, die Verfassung erlaubt eine zweite Amtszeit
- Manuel Alegre: unterstützt vom Partido Socialista, dem Bloco de Esquerda und dem Partido Democrático do Atlântico
- Fernando Nobre: unabhängig
- José Manuel Coelho: unterstützt vom Partido da Nova Democracia
- Defensor Moura: Mitglied des Partido Socialista, tritt als unabhängiger Kandidat an
- Francisco Lopes: unterstützt vom Partido Comunista Português und dem Partido Ecologista Os Verdes

## Meinungsumfragen
| Veröffentlichungsdatum | Institut                  | Cavaco Silva | Manuel Alegre | Fernando Nobre | José Manuel Coelho | Defensor Moura | Francisco Lopes | Andere / Keinen / Unentschieden | Vorsprung        |
| ---------------------- | ------------------------- | ------------ | ------------- | -------------- | ------------------ | -------------- | --------------- | ------------------------------- | ---------------- |
| 19. Januar 2011        | Marktest                  | 61,5 %       | 15,0 %        | 12,7 %         | 2,1 %              | 1,2 %          | 3,3 %           | —                               | 46,5 % zu Alegre |
| 25. September 2010     | Marktest                  | 71,0 %       | 22,0 %        | 4,0 %          | —                  | 0,2 %          | 1,0 %           | —                               | 49,0 % zu Alegre |
| 24. September 2010     | Eurosondagem              | 54,9 %       | 33,0 %        | 6,2 %          | —                  | 1,1 %          | 4,8 %           | —                               | 21,9 % zu Alegre |
| 31. Juli 2010          | Marktest                  | 67,1 %       | 19,6 %        | 10,0 %         | —                  | 0,7 %          | —               | —                               | 47,5 % zu Alegre |
| 24. Juli 2010          | INTERCAMPUS               | 59,4 %       | 26,8 %        | 9,1 %          | —                  | 2,9 %          | —               | —                               | 32,6 % zu Alegre |
| 12. Juli 2010          | Euroexpansão (PDF; 71 kB) | 51,1 %       | 14,7 %        | 4,1 %          | —                  | —              | —               | 22,1 %                          | 36,4 % zu Alegre |
| 11. Juli 2010          | Aximage                   | 55,3 %       | 26,9 %        | 11,6 %         | —                  | —              | —               | 6,2 %                           | 28,4 % zu Alegre |
| 28. Juni 2010          | Universidade Católica     | 50,0 %       | 19,0 %        | 7,0 %          | —                  | —              | —               | 25,0 %                          | 31,0 % zu Alegre |
| 13. Juni 2010          | Aximage                   | 53,4 %       | 28,1 %        | 8,6 %          | —                  | —              | —               | 9,9 %                           | 25,3 % zu Alegre |
| 14. März 2010          | Universidade Católica     | 57,0 %       | 19,0 %        | 8,0 %          | —                  | —              | —               | 16,0 %                          | 38,0 % zu Alegre |
| 13. März 2010          | Aximage                   | 56,0 %       | 21,6 %        | 13,8 %         | —                  | —              | —               | 8,6 %                           | 34,4 % zu Alegre |
| 12. März 2010          | Eurosondagem              | 36,9 %       | 25,0 %        | 9,6 %          | —                  | —              | —               | 28,5 %                          | 11,9 % zu Alegre |
| 22. Januar 2010        | Aximage                   | 60,3 %       | 39,7 %        | —              | —                  | —              | —               | —                               | 20,6 % zu Alegre |

## Resultate
Der amtierende Präsident Cavaco Silva wurde mit knapp 53 Prozent bereit im ersten Wahlgang im Amt bestätigt. Der sozialistische Herausforderer Manuel Alegre kam den Angaben zufolge auf lediglich 19,7 Prozent. Der Drittplatzierte Fernando Nobre konnte 14,1 Prozent der Wähler überzeugen. Die Wahlbeteiligung lag bei unter 47 Prozent und war damit so niedrig wie noch nie bei einer Präsidentschaftswahl in Portugal seit dem Ende der Diktatur 1974.

## Ergebnis
| Kandidaten                                                                | Kandidaten            | Parteien                          | Stimmen   | %    |
| ------------------------------------------------------------------------- | --------------------- | --------------------------------- | --------- | ---- |
|                                                                           | Aníbal Cavaco Silva   | Partido Social Democrata (CDS–PP) | 2.231.956 | 53,0 |
|                                                                           | Manuel Alegre         | Partido Socialista                | 831.838   | 19,7 |
|                                                                           | Fernando Nobre        | Parteilos                         | 593.021   | 14,1 |
|                                                                           | Francisco Lopes       | Partido Comunista Português (PEV) | 301.017   | 7,1  |
|                                                                           | José Manuel Coelho    | Partido da Nova Democracia        | 189.918   | 4,5  |
|                                                                           | Defensor Moura        | Parteilos                         | 67.110    | 1,6  |
| Gesamt                                                                    | Gesamt                | Gesamt                            | 4.214.860 | 100  |
|                                                                           |                       |                                   |           |      |
| Leere Stimmzettel                                                         | Leere Stimmzettel     | Leere Stimmzettel                 | 192.127   | 4,3  |
| Ungültige Stimmzettel                                                     | Ungültige Stimmzettel | Ungültige Stimmzettel             | 85.466    | 1,9  |
| Wähler                                                                    | Wähler                | Wähler                            | 4.492.453 | 46,5 |
| Wahlberechtigte                                                           | Wahlberechtigte       | Wahlberechtigte                   | 9.657.312 |      |
|                                                                           |                       |                                   |           |      |
| Quellen: Diário da República, Endgültiges Ergebnis – Vorläufiges Ergebnis |                       |                                   |           |      |